# Katharine Kanak
Katharine M. Kanak es una meteoróloga estadounidense con notables publicaciones en dinámica y morfologías de vórtices atmosféricos, incluyendo a tornados, ciclón tropical, misociclón, landspout, diablos de polvo terrestres y marcianos.
En 1987, Kanak obtuvo un B.Sc. por la Universidad de Oklahoma (OU), con especialización en meteorología y minoritariamente en matemática. Y un M.Sc. por la Universidad de Wisconsin-Madison en meteorología, defendido en 1990 con la tesis Three-Dimensional, Non-Hydrostatic Numerical Simulation of a Developing Tropical Cyclone (Simulación numérica tridimensional, no hidrostática, de los ciclones tropicales en desarrollo). Retornó a la OU para obtener su Ph.D. en 1999 con la disertación On the Formation of Vertical Vortices in the Atmosphere (Sobre la formación de vórtices verticales en la atmósfera).
Kanak se interesó en estructuras turbulentas en la capa límite atmosférica y turbulencia del flujo generalmente y, además, trabajó en tornadogénesis y física de nubes. Ha desarrollado modelos numéricos tridimensionales, para la Tierra y Marte, y colaborado en la investigación de campo. Kanak fue coordinadora auxiliar de campo para el Proyecto VORTEX entre 1994 y 1995; y, participando en STEPS en 2000 y en VORTEX2 entre 2009 y 2010.

## Capítulos de libros
- 2004. Atmospheric Turbulence and Mesoscale Meteorology: Scientific Research Inspired by Doug Lilly. Autores Evgeni Fedorovich, Richard Rotunno, Bjorn Stevens. Publicó Cambridge Univ. Press, 280 p. ISBN 0521835887, ISBN 9780521835886